# قضیه بولزانو-وایرشتراس
قضیه بولزانو– وایرشتراس، که به نام برنارد بولزانو و کارل وایرشتراس نامگذاری شده‌است، یک قضیه بنیادی در آنالیز حقیقی دربارهٔ همگرایی در فضای اقلیدسی متناهی‌بعد است. این قضیه بیان می‌کند که هر دنباله کراندار در Rn یک زیردنباله همگرا دارد. گزاره معادل این است که یک زیرمجموعه از Rn به صورت متوالی فشرده‌است اگر و فقط اگر بسته و کراندار باشد. این قضیه را گاهی قضیه فشردگی متوالی نیز می‌نامند.
این قضیه نخستین بار توسط بولزانو در سال ۱۸۱۷ به عنوان یک لم در اثبات قضیه مقدار میانی اثبات شد. حدود پنجاه سال بعد این نتیجه به‌طور مستقل مورد توجه قرار گرفت و دوباره توسط وایرشتراس ثابت شد. از آن زمان به یک قضیه اساسی در آنالیز ریاضی تبدیل شده‌است.

## اثبات
برای اثبات قضیه بولزانو – وایرشتراس می‌توان از بازه‌های تودرتو استفاده کرد. با یک دنباله محدود {\displaystyle (x_{n})} شروع می‌کنیم:

از آنجا که {\displaystyle (x_{n})_{n\in \mathbb {N} }} کراندار است، این دنباله یک کران پایین {\displaystyle s} و یک کران بالا {\displaystyle S} دارد.
بازه {\displaystyle I_{1}=[s,S]} را به عنوان نخستین بازه از دنباله بازه‌های تودرتو در نظر می‌گیریم.
سپس {\displaystyle I_{1}} را به دو زیربازه با اندازه برابر تقسیم می‌کنیم  .
از آنجا که هر دنباله بی‌نهایت عضو دارد، حداقل یکی از این زیربازه‌ها شامل بی‌نهایت عنصر از {\displaystyle (x_{n})_{n\in \mathbb {N} }} است.  فرض می‌کنیم {\displaystyle I_{2}}  چنین دنباله‌ای باشد.
سپس {\displaystyle I_{2}} را نیز به دو بازه با اندازه برابر تقسیم می‌کنیم
مجددا یکی از این دو زیربازه شامل بی‌نهایت عنصر از {\displaystyle (x_{n})_{n\in \mathbb {N} }} است. این بازه را {\displaystyle I_{3}} در نظر می‌گیریم.
این فرآیند را می‌توان بینهایت بار تکرار کرد و دنباله‌ای از بازه‌های تودرتو به دست آورد

از آنجا که طول هر بازه هر بار نصف می‌شود، حد طول بازه‌ها برابر صفر است. همچنین بنا بر قضیه بازه‌های تودرتو، اگر هر {\displaystyle I_{n}}بسته و کراندار باشد، آنگاه با فرض تودرتو بودن، اشتراک {\displaystyle I_{n}}ها ناتهی است؛ بنابراین عددی مانند {\displaystyle x} در هر بازه{\displaystyle I_{n}} وجود دارد. سپس باید نشان داد {\displaystyle x} نقطه حدی {\displaystyle (x_{n})} است.
همسایگی{\displaystyle U} حول {\displaystyle x}  را در نظر بگیرید. از آنجا که طول بازه‌ها همگرا به صفر است، وجود دارد بازه‌ای مانند{\displaystyle I_{N}} که زیرمجموعه {\displaystyle U} است. از آنجا که این بازه بینهایت عنصر از {\displaystyle (x_{n})}  را در بر می‌گیرد، {\displaystyle U} نیز بینهایت عنصر از {\displaystyle (x_{n})} را در برخواهد گرفت؛ بنابراین {\displaystyle x} یک نقطه حدی برای {\displaystyle (x_{n})} خواهد بود و زیردنباله‌ای از {\displaystyle (x_{n})} وجود خواهد داشت که به {\displaystyle x} همگرا است.